# 새턴 I SA-1
SA-1은 1961년 10월 27일에 발사된, 미국의 아폴로 계획으로 사용된 새턴 로켓의 첫 번째 비행이다.
새턴 로켓 시리즈의 첫 번째 로켓인 새턴 I 로켓이 발사된 것은, SA-1이 처음이었다. 새턴 I 로켓은, 그 당시까지 미국이 쏘아 올린 어느 로켓보다 거대한 것이었다. 전체 길이는 1958년에 미국 첫 인공위성 익스플로러 1호를 지구 주회 궤도에 올린 주피터 C 로켓의 3배로, 6배의 연료를 탑재해, 10배의 추진력을 발휘하는 것을 목적으로 요구되어 개발된 것이었다. 이 시점에서 NASA는 모든 시스템의 테스트가 아직 완료되지 않았기 때문에, SA-1은 1단만이 발사되고 다른 로켓은 따로 따로 발사 실험을 하게 되었다. 최초의 비행에서는 주피터 로켓의 선단부 부분의 커버가 모형으로 장착되어 지구 주회 궤도에는 도달하지 않았다.

## 준비 단계
새턴 로켓의 발사는 이것이 최초이며, 각 방면의 시스템은 아직 개발 단계에 있었다. 케이프 커내버럴에 수송선으로 로켓이 반송되었던 것도 이것이 처음으로, 장래에 대형의 새턴 로켓 개발을 위해서 여러 가지 테스트를 실시하지 않으면 안 되었다(이 시점에서는, 새턴 V 로켓은 아직 계획 단계에 있었다).
제1단로켓과 모형의 상단 부분은 수송선 콘프로마이즈호에 실려 1961년 8월 15일에 도착했다. 수송하는 도중, 해도가 불비되어 4회나 좌초하는 등 사고를 겪었다. 여러 가지 문제를 떠안으면서도, 로켓은 예정일로부터 5일 늦게 LC-34 발사대에 설치되었다.
이 시기에는, 로켓의 테스트를 실시하는 각종 장치는 완전한 아날로그 방식으로, 관제사는 로켓에 접속된 케이블을 통해 관제 센터로부터 수동으로 모니터하고 있었다.

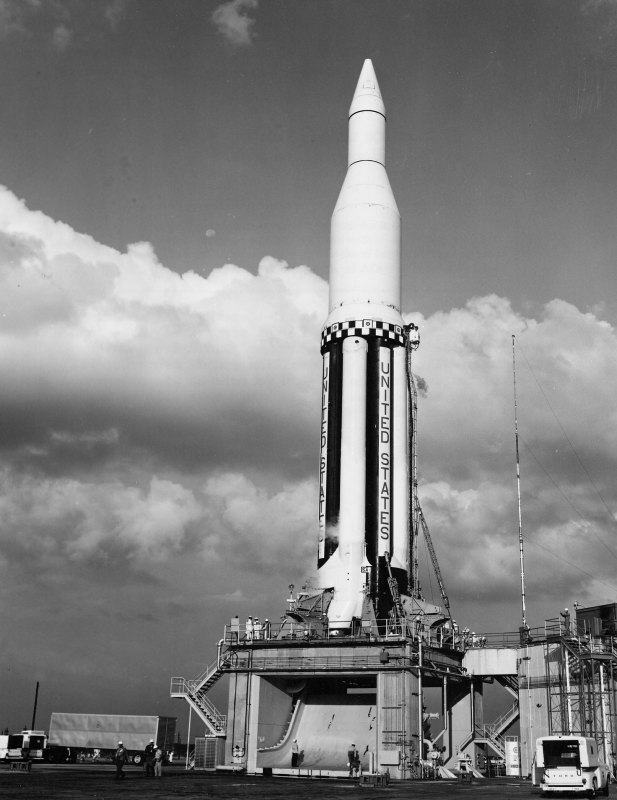
발사 전의 SA-1

## 비행
1961년 10월 26일 오후 12시 30분 (현지시간), 로켓에 연료의 등유를 주입하는 테스트가 개시되었다. 작업은 순조롭게 행해져 발사 전에 주입한 연료는 일단 모두 배출되었다. 다음날 오전 3시, 이번에는 액체 산소를 주입하는 테스트를 개시했다. 연료탱크의 용량의 10%까지 넣은 상태에서 누락이 있는지 없는지를 체크하고, 97%의 단계까지 급속히 주입, 그 다음은 천천히 주입해 가득 차게 했다.
악천후에도 불구하고, 로켓은 예정 시간으로부터 불과 1시간 늦게 발사되었다. 비행 자체는 완벽했다. SA-1은 고도 136.5 km까지 도달해, 발사 지점으로부터 345.7 km 떨어진 대서양 상에 낙하했다. 유일한 문제는, 엔진이 연소를 정지한 것이 예정보다 1.6초 빨랐던 것뿐이었다.